# David Bernabéu
Vicente David Bernabéu Armengol (Puebla Larga, Comunidad Valenciana, 9 de enero de 1975) es un ciclista español.
Debutó como profesional con el equipo Boavista en el año 1999.

## Palmarés
2002
- Trofeo Joaquim Agostinho, más 1 etapa
- Tour de Finisterre

2003
- 1 etapa de la París-Niza[1]

2004
- Trofeo Joaquim Agostinho
- Vuelta a Portugal[2]

2006
- 1 etapa de la Challenge a Mallorca
- Trofeo Pollensa-Mirador Des Colomer

2010
- 1 etapa de la Vuelta a Portugal
- Clássica Memorial Bruno Neves

## Resultados en Grandes Vueltas
| Carrera | Carrera         | 1999 | 2000 | 2001 | 2002 | 2003 | 2004 | 2005 | 2006 | 2007 | 2008 | 2009 | 2010 | 2011 |
| ------- | --------------- | ---- | ---- | ---- | ---- | ---- | ---- | ---- | ---- | ---- | ---- | ---- | ---- | ---- |
|         | Giro de Italia  | —    | —    | —    | —    | —    | —    | —    | —    | —    | —    | —    | —    | —    |
|         | Tour de Francia | —    | —    | —    | —    | —    | —    | —    | —    | —    | —    | —    | —    | —    |
|         | Vuelta a España | —    | —    | —    | —    | —    | —    | 50.º | —    | —    | —    | —    | —    | 90.º |

—: no participa

Ab.: abandono

## Equipos
- Boavista (1999-2002)
  - Racer-Boavista (1999)
  - Boavista (2000)
  - Carvalhelhos-Boavista (2001-2002)
- Milaneza-Maia (2003-2004)
- Comunidad Valenciana (2005-2006)
- Fuerteventura-Canarias (2007)
- Barbot-Siper (2008-2010)
- Andalucía-Caja Granada (2011)